# Sagadin
Sagadin je priimek več znanih Slovencev:
- Anton Sagadin (1888—1980), dr. prava?
- Dušan Sagadin ‒ "Duco", pevec in kitarist (Paul Grem)
- Janez Sagadin (1929—2021), pedagog, univ. prof.
- Jožko Sagadin ‒ Očka (1883—1945), mizar, udeleženec 1. svet. vojne in NOB (najstarejši slovenski partizan)
- Ludvik Sagadin (1884—1945), pedagog (učitelj)
- Maruša Sagadin, slovensko-avstrijska likovna/vizualna umetnica, arhitektka, kiparka
- Milan Sagadin (*1951), arheolog in umetnostni zgodovinar
- Štefan Sagadin (1878—1947), pravnik
- Vid Sagadin Žigon (*1972), pesnik
- Zmago Sagadin (*1952), košarkarski trener